# UBV 측광계
UBV 측광계(UBV photometric system 또는 Johnson system 또는 Johnson-Morgan system)은 넓지도 흩어져지고 있는 항성의 분류법으로, 자외역(U:ultraviolet), 청색역(B:blue), 실시역(V:visual)의 3색 필터를 가진 천체의 밝기를 측정해, 항성의 색으로 분류하는 방법이다. 표준화된 최초의 분광 시스템이다. 1950년대에 아메리카 합중국의 천문학자, 할로루도 레스터 존슨과 윌리엄 윌슨 모건에 의해서 도입되었다.
필터는 각각 평균 파장이 U에서는 364 nm, B는 442 nm, V는 540 nm가 되도록 선택된다. 성간 흡수에 의한 적화에 영향을 받지 않게 B-V와 U-B의 감도차이는 기준이 되는 AO V별로 제로가 되도록 교정된다.
UBV 측광계는 자외선이 필터 뿐만이 아니라, 지구의 대기에 의해서 흡수되기 때문에, 대기의 상황이나 관측지의 높이에 의해서 영향을 받는다는 결점을 갖고 있지만, 밝은 항성을 포함한 매우 많은 항성이 이 방법으로 분류되어 왔다.

## 참고 문헌
- c.pdf 이치카와 타카시(1997년) 「표준 측광 시스템」천문 월보 제 90 각권 1호

## 같이 보기
- 등급
- 광전 측광기